# Nannophya pygmaea
Nannophya pygmaea là một loài chuồn chuồn ngô thuộc họ Libellulidae. Đây là loài bản địa Đông Nam Á đến Trung Quốc và Nhật Bản và đôi khi được tìm thấy ở nam Australia. Sải cánh loài này dài 20 mm.

## Hình ảnh

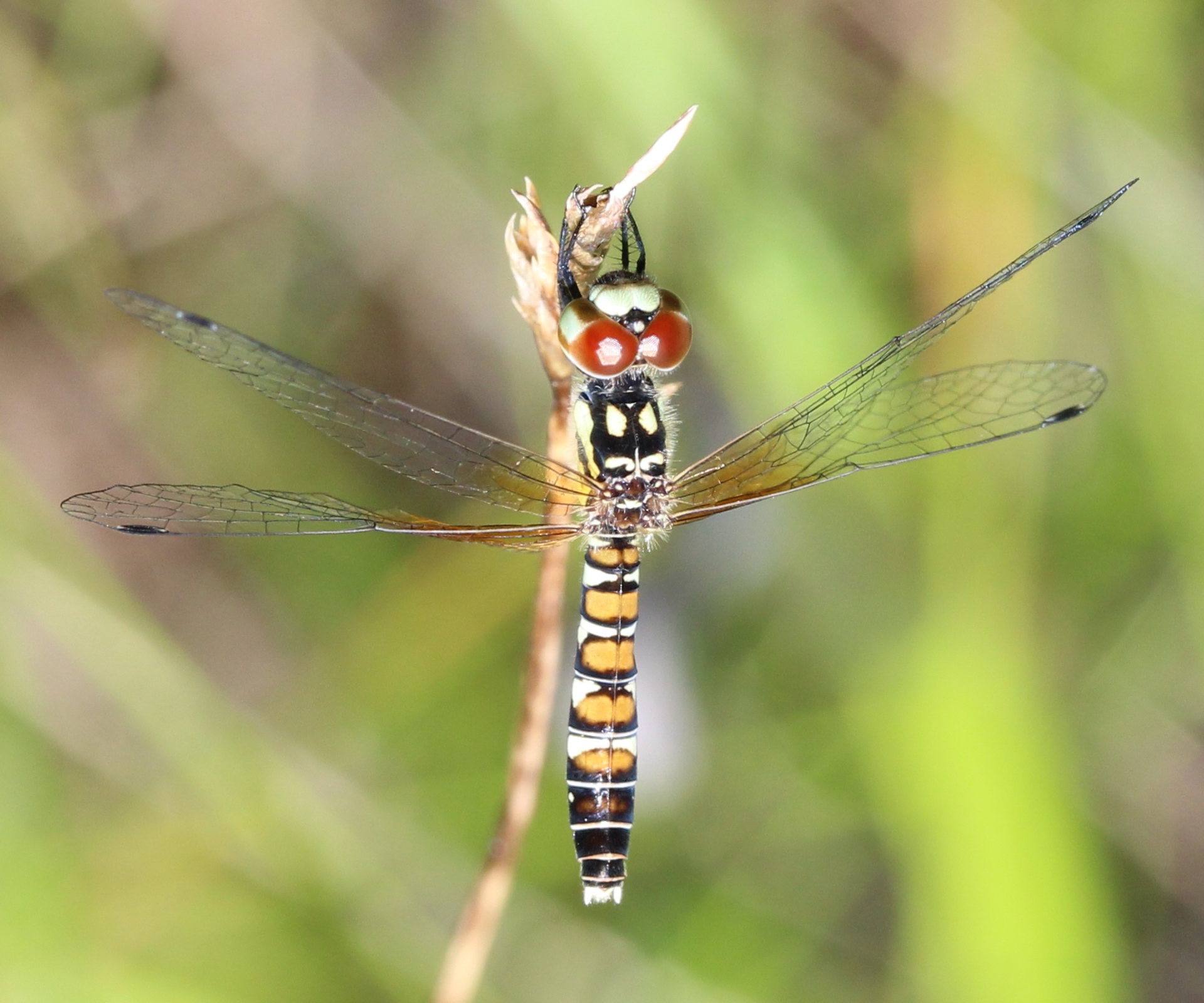
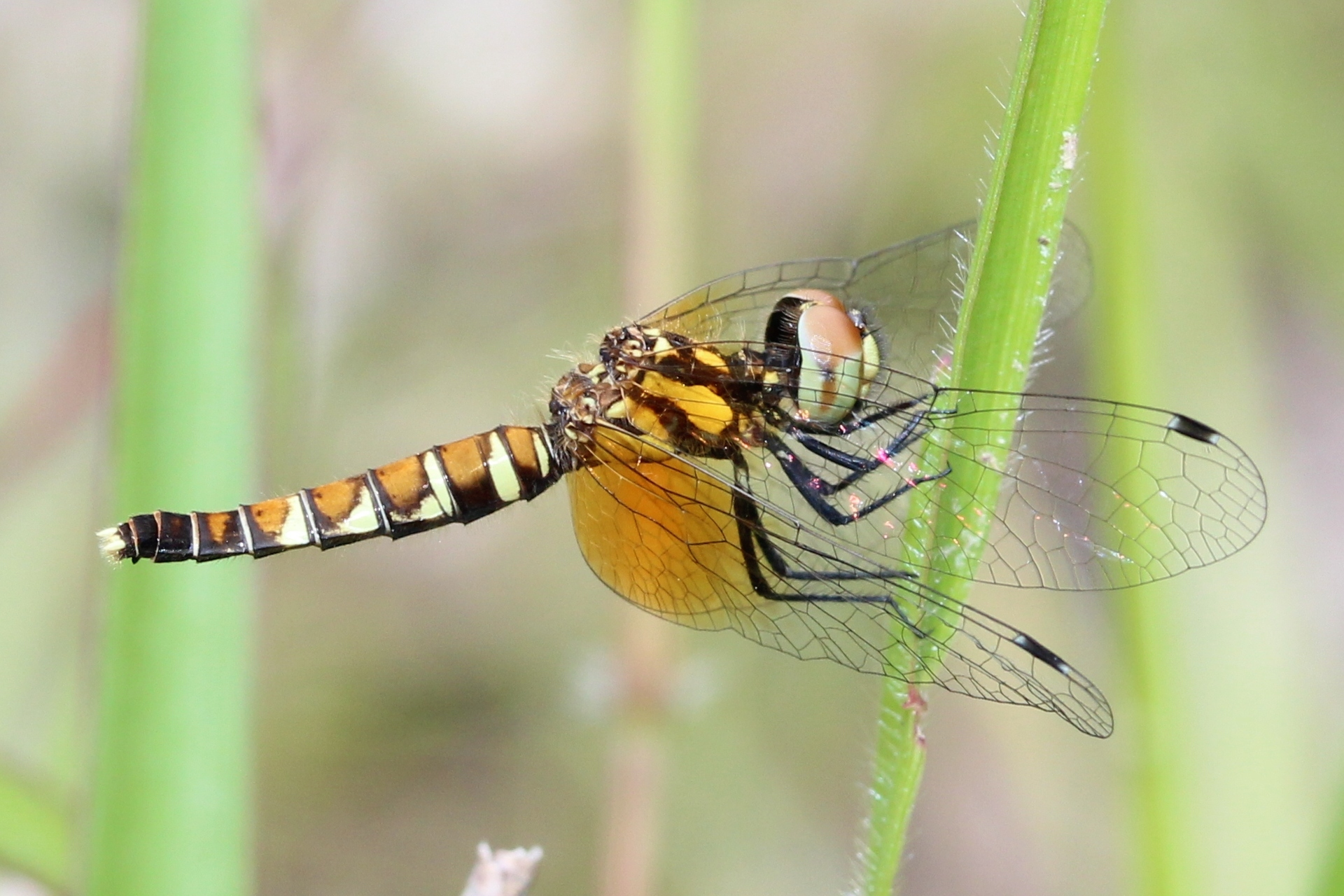
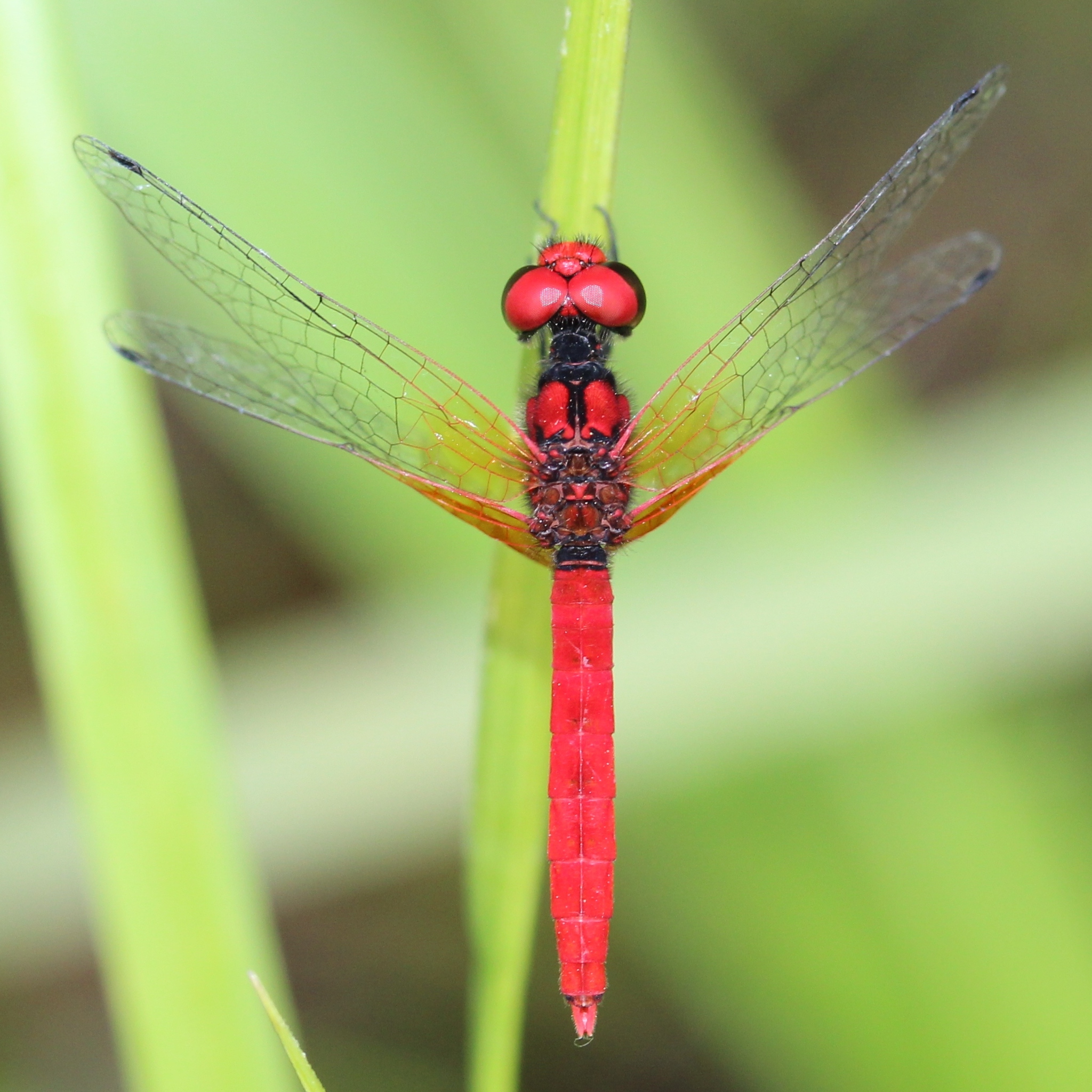
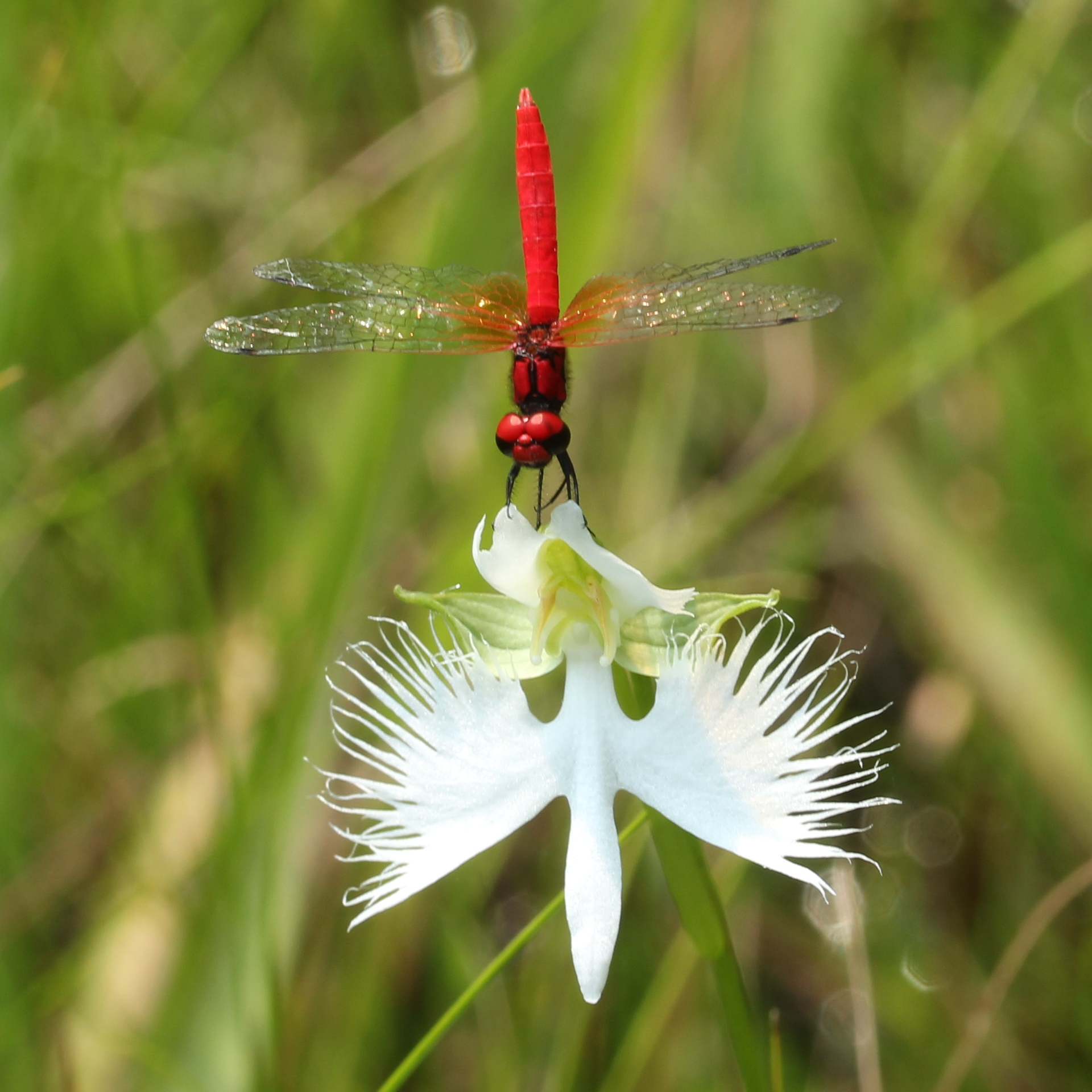